# Renato Bizzozero
Renato Bizzozero (Lugano, 1912. szeptember 7. – Buenos Aires, Argentína, 1994. november 10.) svájci labdarúgókapus.